# Kaľava
Kaľava és un poble i municipi d'Eslovàquia. Es troba a la regió de Košice, a l'est del país.

## Història
La primera referència escrita de la vila data del 1300.

## Demografia
| Godina             | 1994 | 2004    | 2014   | 2024   |
| ------------------ | ---- | ------- | ------ | ------ |
| Nombre de persones | 399  | 439     | 410    | 399    |
| Diferència         |      | +10,02% | −6,60% | −2,68% |

| Godina             | 2023 | 2024   |
| ------------------ | ---- | ------ |
| Nombre de persones | 397  | 399    |
| Diferència         |      | +0,50% |